# 오로데스 2세

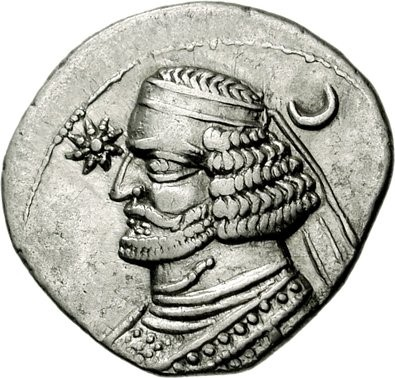

오로데스 2세 또는 히로데스는 기원전 57년에서 기원전 38년까지 파르티아 제국을 다스렸으며 프라아테스 3세의 아들로 기원전 57년 그의 형제 미트리다테스 3세의 도움으로 전 황제를 살해하였다.
이 미트리다테스는 메디아의 왕으로 임명되었으나, 곧 오로데스에 의해 추방되어 시리아로 달아났다. 그때부터 그는 파르티아 왕국을 공격하였다. 그러나 기원전 55년 잠깐 집권한 후 티그리스 강변의 셀레우키아에서 오로데스의 장군 수레나스에 의해 포위 공격을 당하였고 셀레우키아 시의 함락 후에 체포되어 암살당했다.
기원전 53년 로마 장군 마르쿠스 리키니우스 크라수스는 동방 원정을 시도하였으나 그는 카레 전투에서 수레나스에 패하여 죽었다.
한편 오로데스는 아르메니아를 침범하였고 티그라네스 7세의 아들인 왕 아르나바스데스를 억압하여 로마와의 동맹을 포기하도록 하였다. 카레의 승리로 유프라테스 동쪽의 나라들은 파르티아의 세력권으로 보호되었다.
기원전 54년 파르티아는 시리아를 공격하였지만 수레나스의 성공이 그를 너무 위험하게 만들어 오로데스에 의해 살해당했고 왕의 아들 파코루스는 기원전 51년 가이우스 카시우스 롱기누스에 패하였다.
카이사르의 내전 동안 파르티아는 폼페이우스를 지지하였고 카이사르 사후의 내전에서는 브루투스와 카시우스를 지지하였다. 그러나 기원전 40년까지 어떠한 움직임도 없었다.
파코루스가 로마인 망명자 퀸투스 라비에누스의 도움으로 시리아와 소아시아의 큰 부분을 정복하였지만 기원전 38년 벤티디우스에 패하여 살해될 때, 오로데스는 그의 아들의 죽음으로 매우 괴로워하며 그의 아들 프라아테스 4세를 계승자로 임명하였지만 곧 암살당했다.
플루타르코스는 오로데스가 그리스어를 매우 잘 이해하였다고 기록하였다.
| 전임 미트리다테스 3세 | 제16대 파르티아 왕 기원전 57년 - 기원전 38년 | 후임 프라아테스 4세 |